# Makeba Riddick
Makeba Riddick (aussi connu sous le pseudonyme "Girl Wonder") est une auteur-interprète. Elle a notamment travaillé en tant qu'auteur sur l'album B'Day de Beyoncé Knowles sorti en 2006, ainsi que sur l'album Rated R de Rihanna sorti en 2009.